# Vrginmost
Vrginmost je vesnice v Chorvatsku a správní středisko opčiny Gvozd v Sisacko-moslavinské župě. Nachází se asi 19 km západně od Gliny, 40 km jihozápadně od Karlovace, 41 km jihozápadně od Petrinje a asi 51 km jihozápadně od Sisaku. V roce 2011 žilo ve Vrginmostu 1 095 obyvatel. V roce 1991 tvořili naprostou národnostní většinu (89,36 % obyvatelstva) Srbové.
Před rokem 1996 se vesnice nazývala Vrginmost, mezi lety 1996 a 2012 byl její oficiální název Gvozd, poté bylo vesnici navráceno její předchozí jméno a nyní se opět jmenuje Vrginmost. Název pochází od spojení příjmení Vrga (ze slova vrg, což je chorvatský výraz pro lagenárii obecnou) a slova most (se stejným významem jako v češtině), doslovně tedy znamená Vrgův most – most zde překonává řeku Velika Trepča.
Vrginmostem prochází silnice D6 a župní silnice Ž3186.

## Sousední sídla
| Růžice kompasu | Brnjavac         | Pješčanica |                  | Růžice kompasu |
| Růžice kompasu | Crevarska Strana | Sever      | Gornja Čemernica | Růžice kompasu |
| Růžice kompasu | Crevarska Strana | Vrginmost  | Gornja Čemernica | Růžice kompasu |
| Růžice kompasu | Crevarska Strana | Jih        | Gornja Čemernica | Růžice kompasu |
| Růžice kompasu |                  | Podgorje   | Donja Čemernica  | Růžice kompasu |